# Lago de Maracaibo
O Lago de Maracaibo, localizado no noroeste do território venezuelano é a maior fonte de riquezas da região. O Maracaibo é, na verdade, uma grande baía salobra conectada ao Mar do Caribe.
Ele é conectado ao Golfo da Venezuela através do Estreito Tablazo Estreito (55 km), no extremo norte, e é alimentado por vários rios, sendo o maior deles o Catatumbo. Muitas vezes é considerado um lago, em vez de uma baía ou lagoa, e com 13 210 quilômetros quadrados, seria o maior lago da América do Sul. O registro geológico mostra que ele realmente foi um lago no passado e, como tal, é um dos lagos mais antigos da Terra, com entre 20 e 36 milhões de anos de idade.
O Lago de Maracaibo atua como uma importante rota de transporte para os portos de Maracaibo e Cabimas. A Bacia de Maracaibo circundante contém grandes reservas de petróleo, fazendo da região um grande centro de lucros para a Venezuela. Um canal dragado dá aos navios oceânicos acesso à baía. A Ponte General Rafael Urdaneta (8,7 km de comprimento; concluída em 1962), na saída da baía, é uma das maiores pontes do mundo. O lago também é o local do fenômeno conhecido como relâmpago do Catatumbo.